# ارتفاع تعادل
ارتفاع تعادل یا ارتفاع متاسنتریک (انگلیسی: Metacentric height) یک مفهوم در پایداری کشتی‌ها و شناورها است که نشان می‌دهد آیا یک کشتی یا قایق می‌تواند بعد از کج شدن دوباره به حالت اولیه خود بازگردد یا نه.
ارتفاع تعادل فاصله‌ای است بین مرکز ثقل کشتی و نقطه‌ای که به آن نقطه تعادل (متاسنتر، Metacenter) گفته می‌شود. نقطه تعادل جایی است که نیروی شناوری (که کشتی را روی آب نگه می‌دارد) وقتی کشتی کج می‌شود، از آن عبور می‌کند.
- اگر ارتفاع متاسنتریک زیاد باشد، کشتی پایدارتر است و راحت‌تر به حالت اولیه برمی‌گردد.
- اگر ارتفاع متاسنتریک کم باشد، کشتی کمتر پایدار است و ممکن است بیشتر کج شود یا حتی واژگون شود.

به‌طور کلی، این ویژگی به طراحان کشتی کمک می‌کند تا مطمئن شوند کشتی در شرایط مختلف پایدار و ایمن است.